# Romulea sabulosa
Romulea sabulosa är en irisväxtart som beskrevs av Rudolf Schlechter och Augusto Béguinot. Romulea sabulosa ingår i släktet Romulea och familjen irisväxter. Inga underarter finns listade i Catalogue of Life.